# Aladdin (brit film)
Az Aladdin 1992-ben megjelent brit rajzfilm, amely az Ezeregyéjszaka meséi alapján készült. Az animációs játékfilm rendezői Timothy Forder és David Thaytes, producere Mary Swindale. A videofilm a Bevanfield Films és a Foxbridge Limited gyártásában készült.
Nagy-Britanniában 1992. november 16-án, Magyarországon 1993 novemberében jelent meg VHS-en.

## Szereplők
| Szereplő              | Eredeti hang    | Magyar hang     |
| --------------------- | --------------- | --------------- |
| Aladdin               | Nicky Stoter    | Stohl András    |
| Gyűrűs Szellem Jordan | Kenny Andrews   | Gruber Hugó     |
| Varázsló              | Derek Jacobi    | Reviczky Gábor  |
| Madam Roly Poly       | Kate O’Mara     | Kassai Ilona    |
| Madam Dim Sum         | Penelope Keith  | Béres Ilona     |
| Lili hercegnő         | Kate Lock       | Kocsis Judit    |
| Szobalány             | Kate Lock       | Némedi Mari     |
| Szultán               | Edward Woodward | Maróti Gábor    |
| Nagyvezír             | Jason Connery   | Versényi László |
| Lámpás Szellem        | N/A             | Galamb György   |
| Brutus, a kopasz sas  | N/A             | Botár Endre     |
| Nagyvezír fia         | N/A             | Bognár Zsolt    |

## Televíziós megjelenések
TV-1, Halas TV